# Willfried Maier

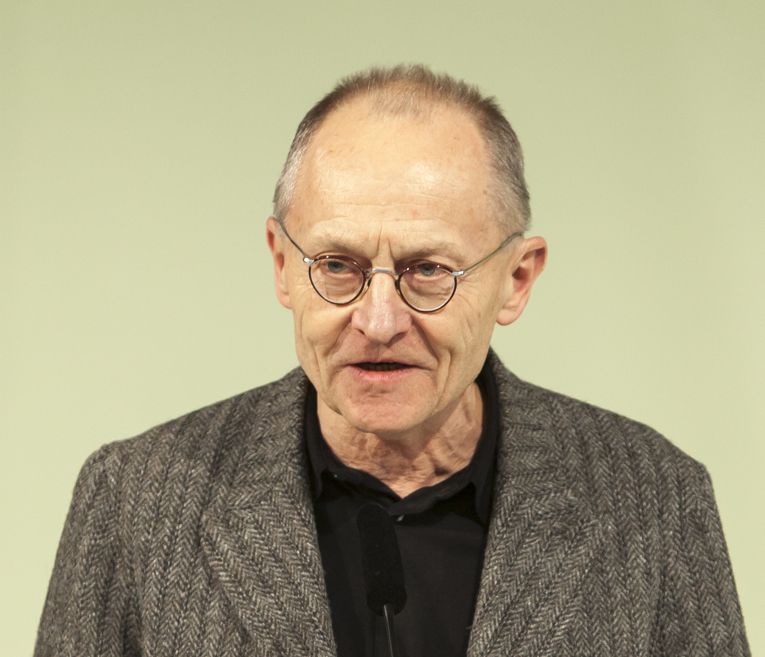
Wilfried Maier (2015)

Willfried Maier (* 30. April 1942 in Schwelm) ist ein ehemaliger deutscher Politiker der Grün-Alternativen Liste (GAL). Von 1997 bis 2001 war er Senator für Stadtentwicklung, Bundes- und Europaangelegenheiten des Hamburger Senats und Ortwin Runde.

## Leben
Willfried Maier studierte nach dem Abitur am Wuppertaler Carl-Duisberg-Gymnasium an den Universitäten Göttingen und Kiel Philosophie, Germanistik sowie Geschichte. Sein Studium schloss er mit der Promotion zum Dr. phil. ab. Später absolvierte er eine Ausbildung zum Werkzeugmacher. Danach war er von 1981 bis 1996 als Dozent in der Erwachsenenbildung tätig.
Er ist mit Eva Hubert verheiratet.

## Politik
Maier war zunächst Mitglied der SPD, trat dann aber in den Kommunistischen Bund Westdeutschland (KBW) ein und war dort zeitweilig führendes Mitglied. Von 1973 bis 1976 war er leitender Redakteur dessen Zentralorgans Kommunistische Volkszeitung (KVZ). Nach Austritt aus dem KBW war er 1979 Mitbegründer der Komitees für Demokratie und Sozialismus und Redakteur der Zeitschrift hefte für demokratie und sozialismus, ab 1981 Redakteur der Zeitschrift Moderne Zeiten.
Maier ist Gründungsmitglied der Grünen und war Mitglied der Hamburgischen Bürgerschaft seit dem 6. Oktober 1993. Von 1994 bis 1997 übernahm er das Amt des Fraktionsvorsitzenden der GAL.
In den Jahren 1997 bis 2001 war Maier Senator für Stadtentwicklung, Bundes- und Europaangelegenheiten. In dieser Zeit des Senats unter Bürgermeister Ortwin Runde ruhte das Bürgerschaftsmandat. Vom 31. Oktober 2001 bis zur Bürgerschaftswahl in Hamburg 2008 war er wieder Mitglied der GAL-Fraktion.
Von 2002 bis 2008 war Willfried Maier stellvertretender Vorsitzender der GAL-Bürgerschaftsfraktion, Sprecher der Fraktion für Haushalts-, Kultur- und Wissenschaftspolitik sowie Vorsitzender des Kulturausschusses der Bürgerschaft.
Seit 2008 ist er Mitglied im Stiftungsrat Historische Museen Hamburg und im Aufsichtsrat der Hamburgischen Staatsoper.
Er ist schon lange und  auch aktuell Mitglied des Kuratoriums von abgeordnetenwatch.de.
Seit 2018 ist er erster Vorsitzender der Patriotischen Gesellschaft von 1765 in Hamburg.

## Schriften
- Leben, Tat und Reflexion. Untersuchungen zu Heinrich Heines Ästhetik. In: Literatur und Wirklichkeit 5; zugleich Dissertation an der Universität Kiel, Bouvier, Bonn 1969.
- Jugendhof Dörnberg. Politische Bildungsarbeit im Schatten des Skandals. Hessischer Jugendring, Wiesbaden 1970.
- Mit Erik Kühl: Thesen zur Taktik der westdeutschen Kommunisten. Beilage zur Wahrheit. Monatszeitung des Kommunistischen Bundes Bremen, Nr. 5/6 (Mai/Juni) 1973.
- (Als Hrsg.): Klassenkampf und Programm. Die Auseinandersetzung mit der rechten Liquidatorenfraktion in der Bremer Ortsgruppe des KBW. Kühl, Mannheim 1973.
- Thesen zur Kritik der kapitalistischen Produktivkraftentwicklung. In: Jan Robert Bloch, Willfried Maier (Hrsg.): Wachstum der Grenzen. Selbstorganisation in der Natur und die Zukunft der Gesellschaft. Sendler, Frankfurt am Main 1984, S. 21–49.
- Demokratische Legitimation im Wandel, Referat für das BÖLL Forum NRW am 14. Oktober 2011 in Dortmund (PDF).